# Византийские монеты

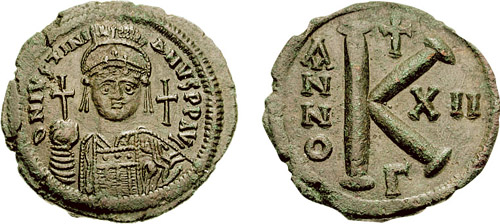
Император Юстиниан I на монете (1/2 фоллис)

Византийская монета — золотые, серебряные и бронзовые монеты Византии, чеканившиеся до падения Константинополя в 1453 году.

## История

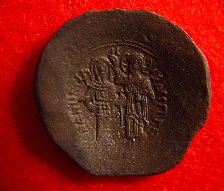
Скифата

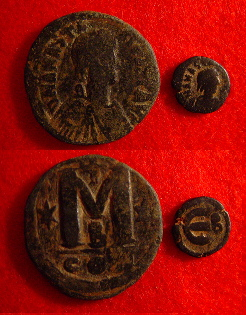
Византийские бронзовые монеты (фоллис и пентануммион), правление Анастасия I, 498-518

Уже с конца III столетия монета на востоке Римской империи принимает особый характер. Чеканка становится грубее, изображения императоров утрачивают индивидуальные черты, становясь похожими одно на другое, причём шея изображается столь толстой, что иногда получается комический и даже безобразный вид, как, например, на солидах Лициния (307—324 г.). Кроме того, уже со времён Констанция Хлора (305 г.) в титуле императора «caesar» изменяется в «flavius»; вместо «felix» на монетах находится словосочетание «perpetuus Augustus», а со времён Константина Великого — и «victor».
Но собственно византийская монета с её отличительными чертами появляется не ранее царствования Анастасия (491—518 г.). Основной единицей монетного веса в Византии была литра = 96 аттическим драхмам. Но в зависимости от пробы и металла монеты литра принималась равной 72, 75, 96 и 128 драхмам. По этому расчёту и чеканилась монета: золотая — из литры в 72 драхмы, серебряная — в 96 драхм — и медная — в 128 драхм. Серебряная монета вообще редка. Чистота металла в монете в первое время была чрезвычайно высока, но к последним годам империи она сильно падает. Золотая монета была солид, которому часто придавали названия византина, безанта, златницы и др. Монета чеканилась и в 1/2 и 1/3 солида (семиссис и тремиссис). Главной серебряной монетой был милиарисий и его половина — кератий. Эти монеты чеканились до 1204 г. В 615 г. Ираклий I выпустил большую монету — гексаграм, но вскоре она вышла из обращения. Медная монета — нуммия или фоллис, — введённая Анастасием в 498 г., имела на оборотной стороне буквы: А, В, Δ, Е, I, К и М, означавшие ценность её в нуммиях (1, 2, 3, 4, 5, 10, 20 и 40). Под этими буквами находится сокращённое обозначение монетного двора. При Василии I (867—886) медная монета была переделана, но точных указаний к истории дальнейшей чеканки этой монеты не сохранилось. Некоторые местные чеканки отличаются от императорской (константинопольской). Так, александрийская медная монета, чеканившаяся от времён Юстиниана до взятия Александрии арабами (641 г.), имеет буквы: IВ и S (12 и 6 нумий), а один образец Юстиниана — и ΛГ (33); кроме того, вес этих монет никогда не уменьшался, чего нельзя сказать про императорскую. В Карфагене была особая двойная система, и медная его монета имела римские цифры: XLII; XXI; XX; X; XII; IIII и др.
С XI столетия появляется в Византии вогнутая монета. Эта форма, первоначально приданная солидам, распространяется затем и на остальную монету, за исключением мелкой медной. Вогнутые монеты получили своё особое название: nummi scyphati.

Примеры обозначения номиналов на фоллисах V—VI веков
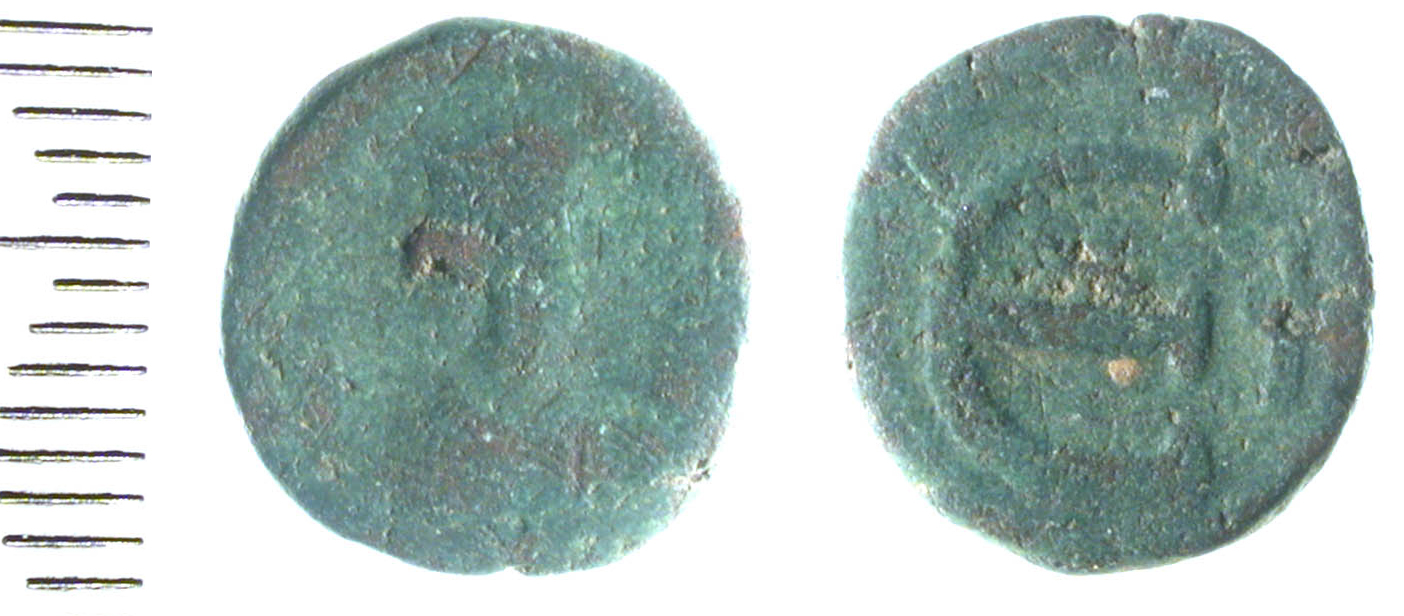
Ε, ε = 5 нуммий
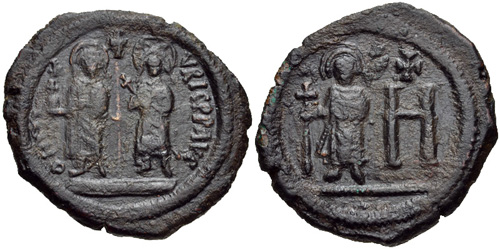
Η, η = 8 нуммий
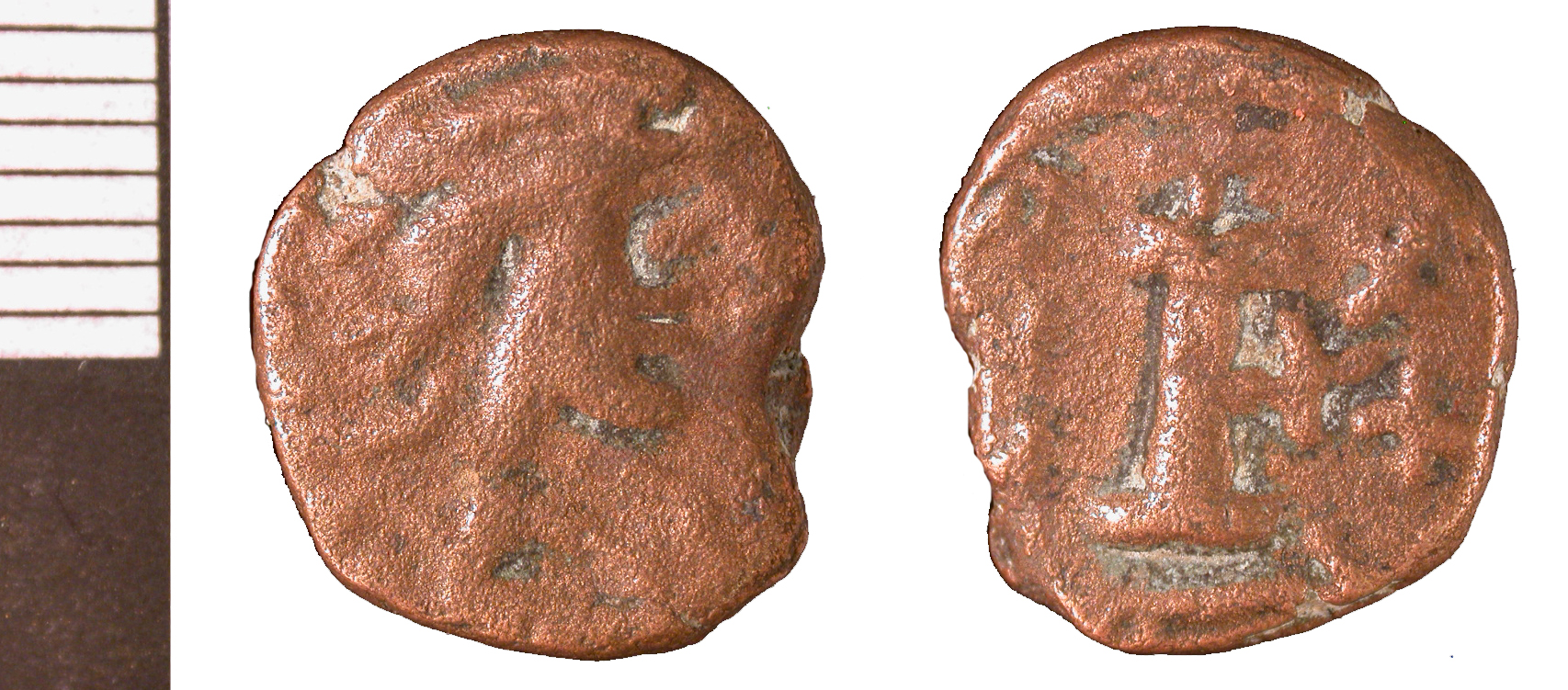
Ι, ι = 10 нуммий
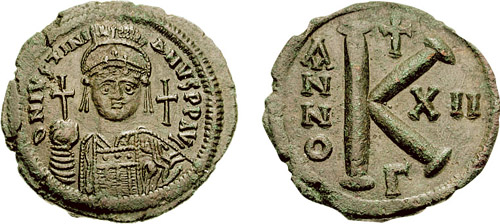
Κ, κ = 20 нуммий
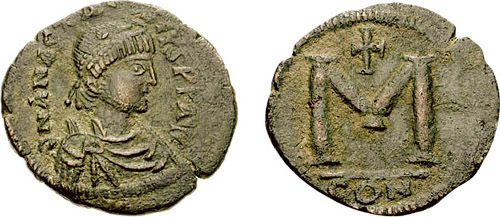
Μ, μ = 40 нуммий

## Тип византийской монеты
Переходя к типу византийской монеты, должно прежде всего остановиться на изображениях императоров. До Фоки (602 г.) они изображаются без бороды, а с этого времени — с таковой. Изображение поясное, впрямь (en face). Император держит в руке или кусок полотна, которым подавался знак к начатию игр в цирке, или свиток пергамента. Римские лавровые венки и лучеобразные короны заменены диадемой.
До начала X века императоры изображаются на монете одни, но с этого времени помещают на оборотной стороне — изображение Победы (Victoria) с крестом в руке, в свою очередь заменённое впоследствии изображениями святых, Богородицы и Спасителя, находящимися иногда и на лицевой стороне монеты. Погрудное изображение Иисуса Христа встречается на монетах Иоанна Цимисхия (975 г.). Богоматерь большей частью изображается венчающей императора, хотя иногда Её изображениям придаётся символический оттенок. Так, Божия Матерь иногда изображается поддерживающей стены Константинополя. Святые чаще всего встречаются на монетах XIII и начала XIV столетий: св. Михаил и св. Димитрий — на монетах (никейских) Феодора I Ласкариса (1204—1222); св. Георгий — Иоанна IV (Никея, 1259—1260); св. Евгений — Мануила I Комнина (Трапезунд, 1238—1263); св. Димитрий — Андроника II Палеолога (1282—1328) и т. д.

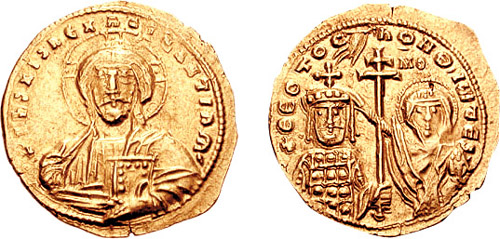
Монета Иоанна I Цимисхия. На реверсе — император, благословляемый Богородицей, на аверсе — образ Христа
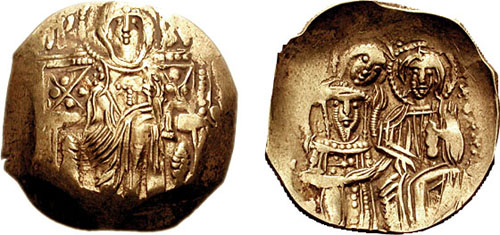
Михаил VIII на коленях перед Христом, на этой монете, выпущенной, чтобы отпраздновать освобождение Столицы Империи от крестоносцев.
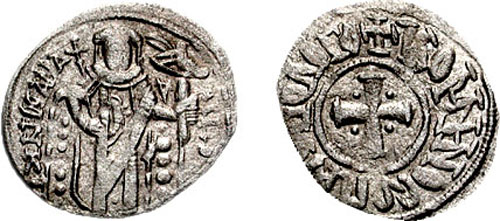
Монета Андроника II Палеолога
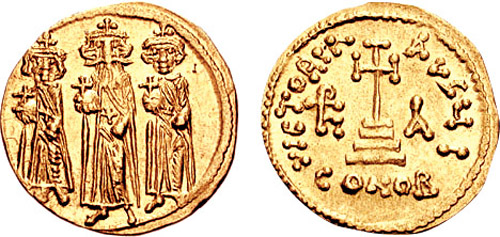
Ираклий и его сыновья Константин III и Ираклон
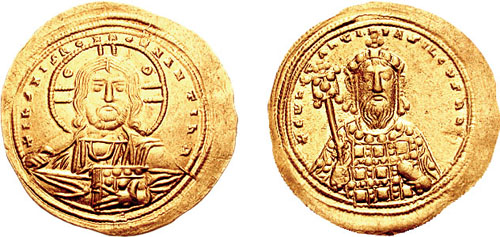
Византийский солид Василия II и Константина VIII, послуживший моделью для златников Владимира
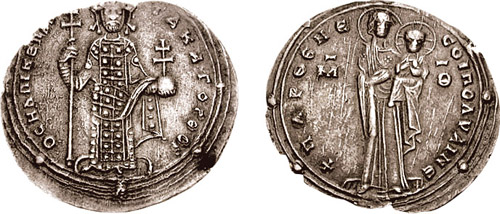
Роман III (968 — 11 апреля 1034), византийская монета

## Надписи на монетах

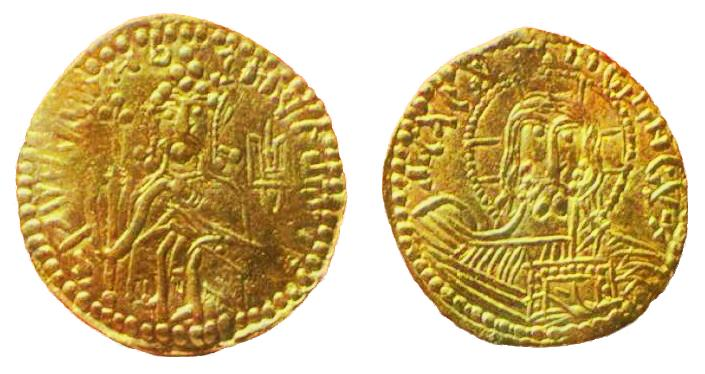
Златник Владимира (также — золотник) — первая русская золотая монета, чеканившаяся в Киеве в конце Х — начале XI века вскоре после принятия христианства князем Владимиром Великим и Крещения Руси

Надписи на монетах до VII столетия исключительно латинские. Со времён Ираклия I на низших видах монеты встречаются греческие. 
С VIII века греческие буквы перемешиваются с латинскими; с IX столетия греческие надписи преобладают, а со времён Алексея Комнена (1081—1118) латинский язык совершенно исчезает. С X века на монете обыкновенно две легенды: одна — относящаяся к изображённому святому, а другая — состоящая из имени и титула императора, в котором в VII и IX веках часто встречается эпитет «благочестивый» (πίστος). Со времён Алексия I второй надписи часто нет. Место чеканки всегда означено начальными буквами: CON, CONS, KONSTAN = Константинополь; АLЕ = Александрия; CAR, КАР, КАРТ = Карфаген и пр. Года на монете нет до Юстиниана I, а с 538 года он большей частью ставится, причём летосчисление идёт по годам царствования: ANNO I, II, III и т. д. Кроме того, на солидах встречается сокращение CONOB или СОМОВ, долгое время не поддававшееся объяснению. Оно читалось как сокращение: Constantinopoli moneta obsignata; Conflata moneta obryzo и т. п. Наконец, в 1851 г. немецкий учёный Пиндер доказал, что слог OB означает 72 и соответствует количеству солидов из одной литры. К византийским монетам должны быть присоединены и никейские, трапезундские и монеты других мелких государств, образовавшихся по взятии Константинополя крестоносцами в 1204 г. Трапезундские монеты отчеканены из чрезвычайно чистого металла и являются небольшими серебряными монетами, получивших название комненовских аспр (άσπρα Κομνήνατα). Монеты остальных государств совершенно подходят к византийским типам.

## Монеты Византийской чеканки
| Где произведены | Обозначение                         | Importanza della zecca su 20 zecche |
| Александрия     | ALE                                 | 13                                  |
| Антиохия        | ANT — MANT — ANTX — ANTIX           | 2                                   |
| Карфаген        | CAR — KAR — KART — CT — KARTA       | 12                                  |
| Катания         | CAT                                 | 18                                  |
| Херсон          | XEP — ZEPCONOC                      | 9                                   |
| Кипр            | KVIIP — KY — P                      | 10                                  |
| Кизик           | KY — KVZ                            | 5                                   |
| Константинополь | CON — COM                           | 1                                   |
| Констанца       | KN                                  | 14                                  |
| Эфес            | SEPSUS                              | 7                                   |
| Исаврия         | ISAUR                               | 11                                  |
| Милан           | ML                                  | 17                                  |
| Неаполь         | NE                                  | 19                                  |
| Никея           | NC                                  | 8                                   |
| Никомедия       | NI — NIC — NIK — NIKM — NIKA — NICO | 4                                   |
| Равенна         | RA — RAB — RAS — RAV — RAVENN       | 16                                  |
| Рим             | R — ROM — RO                        | 15                                  |
| Сицилия         | SCL                                 | 20                                  |
| Салоники        | TC — TES — OES                      | 6                                   |
| Теополис        | THEV — THEVP — THEVII               | 3                                   |